# كأس الإنتركونتيننتال 1960
بطولة كأس الانتركونتيننتال 1960 هي البطولة الافتتاحية للمباريات التي تجمع بطل القارة الاوروية لكاس الابطال والقارة الأمريكية الجنوبية (ليبرتادوريس) وكانت بين نادي ريال مدريد من إسبانيا وبنيارول من الأوروغواي.

## المباراة الأولى
جرت في الأرجنتين في 3 يونيو 1960 وتعادل الفريقات بلا أهداف.

## المباراة الثانية
جرت بتاريخ 4 سبتمبر 1960 وفاز ريال مدريد 5-1 ونال لقب البطولة.